# Masia Pont Ferrer
Masia Pont Ferrer és una obra del municipi de Sant Llorenç Savall (Vallès Occidental) protegida com a bé cultural d'interès local.

## Descripció
Es tracta d'una masia construïda sobre una roca, dins el nucli urbà de Sant Llorenç Savall, a la carretera de Prats de Lluçanès. El cos principal consta de planta baixa, un pis i golfes, i té la coberta a dues aigües. En la façana es poden apreciar una porta d'entrada amb arc de mig punt adovellat i finestres emmarcades per grans carreus de pedra i un ampit, també de pedra, amb un gran voladís. Té algunes edificacions adossades que serveixen per les activitats agrícoles.

## Història
Aquesta masia està situada dalt d'un turó que emergeix del riu Ripoll. Documentalment data del segle xiv (1328). Actualment forma part del nucli urbà.
El cognom "Pons Ferrer" és dels més primitius. Abans es troba el de "Bonferrer". Més tard, l'any 1595 es troba el de Ponç Bonferrer, paraire de Sant Llorenç Savall, que s'estableix a Sant Feliu de Codines.